# مجی
مجی، روستایی است از توابع بخش دودانگه شهرستان ساری در استان مازندران ایران.
این روستا از شمال به روستای تلاوک و کتریم و از شرق به روستای پهندر و از غرب به سد فریم صحرا منتهی می‌شود.
علت نام گذاری مجی از زبان طبری به معنی قدمگاه (تفرجگاه) است زیرا این محل در سابق محل تفریح و گردش روستاهای شمال و جنوب خود بوده‌است.

## جمعیت
این روستا در دهستان فریم قرار داشته و براساس آخرین سرشماری مرکز آمار ایران که در سال ۱۳۹۵ صورت گرفته، جمعیت آن ۲۷۹نفر بوده‌است.